# シュタディオン・マクデブルク
シュタディオン・マクデブルク（Stadion Magdeburg）は、ドイツ・ザクセン＝アンハルト州マクデブルクにあるサッカー専用スタジアム。1.FCマクデブルクがホームスタジアムとして使用している。

## 概要
サッカー専用スタジアムとして2006年に開場し、約30,000席全てが屋根に覆われたアリーナ型の形状を模している。
2015-16シーズンの1.FCマクデブルクの試合にて、サポーターが飛び跳ねると約3cmもスタンドが振動することがわかった。試合後に行われた非破壊検査の結果、建設当初に見積もられていた耐用年数50年では荷重に耐えきれないと判断されたため、耐用年数は17年半まで短縮された。また、2016年11月にはマクデブルク自治体がクラブのサポーターに対して、試合中にスタンドでのジャンプを禁止する条例を提示した。
2011年、ドイツのアメリカンフットボールの国内セミプロ大会であるジャーマンボウルがこのスタジアムで開催された。大会の運営団体であるジャーマン・フットボール・リーグは同大会の継続を望んだが、1.FCマクデブルク側が難色を示したため、わずか1年でこのスタジアムでの開催は終了した。

## スタジアム名
スタジアム開場から3年間はシュタディオン・マクデブルク (Stadion Magdeburg)と呼ばれていたが、2009年7月に地元の電気通信事業者であるMDCC Magdeburg-City-Comが2024年6月までの命名権を買収したため、MDCCアレーナ (MDCC-Arena)と命名された。
一方でクラブのサポーターは1970年代に1.FCマクデブルクを率いて黄金期をもたらしたハインツ・クリューゲルの名を冠して、ハインツ・クリューゲル・シュタディオン (Heinz-Krügel-Stadion)と改称することを求めている。

## 開催された主な試合

### サッカー
- 国際Aマッチ (女子)

| 日付          | ホームチーム | 結果 | アウェーチーム | ラウンド |
| ------------- | ------------ | ---- | -------------- | -------- |
| 2007年7月29日 | ドイツ       | 4-0  | デンマーク     | 親善試合 |

- その他

| 日付          | ホームチーム | 結果         | アウェーチーム | ラウンド                    |
| ------------- | ------------ | ------------ | -------------- | --------------------------- |
| 2009年5月18日 | オランダ     | 1-2 (a.e.t.) | ドイツ         | UEFA U-17欧州選手権2009決勝 |

## ギャラリー

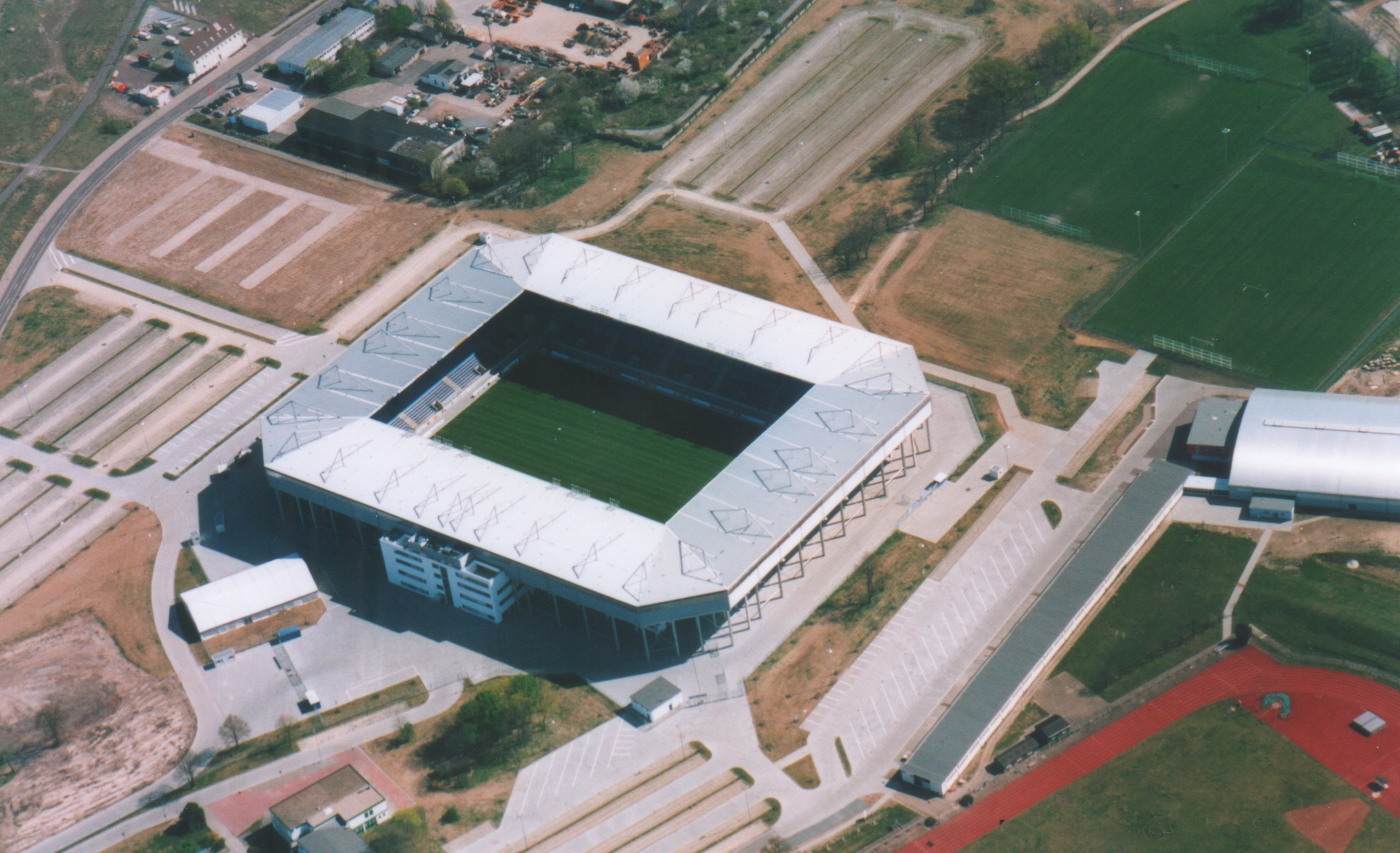
スタジアムの空撮 (2009年)
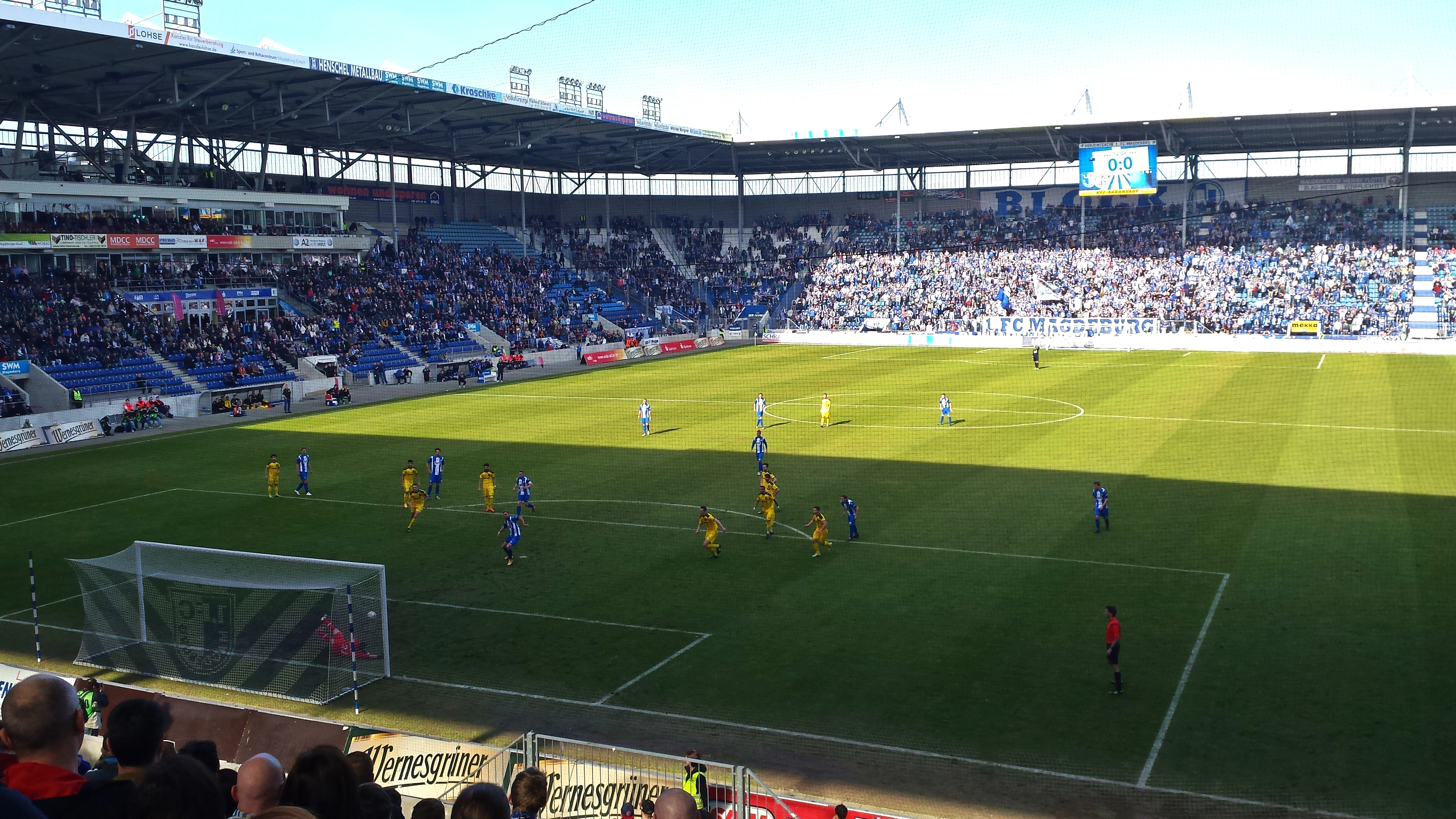
ゴール裏からの眺め
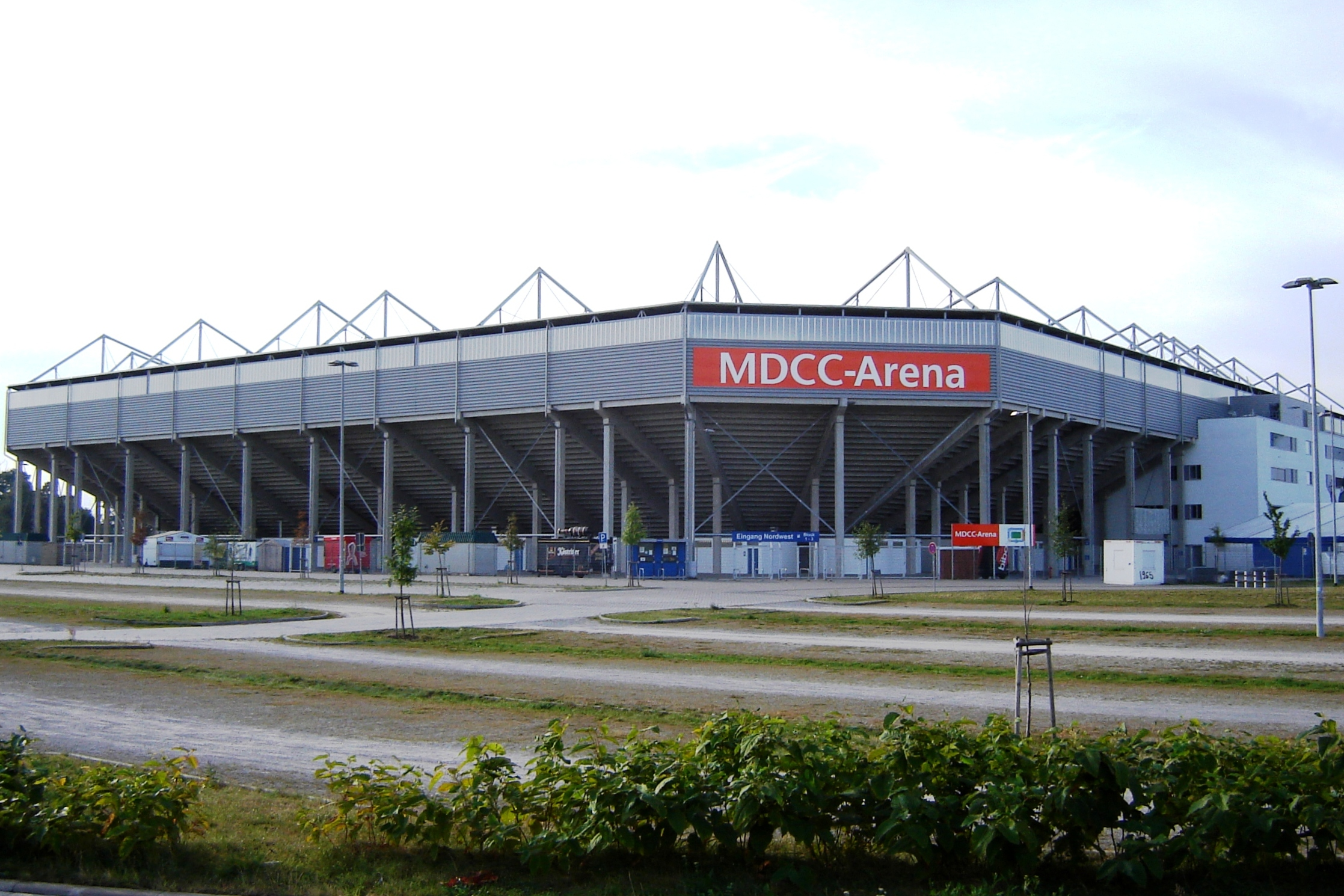
外観
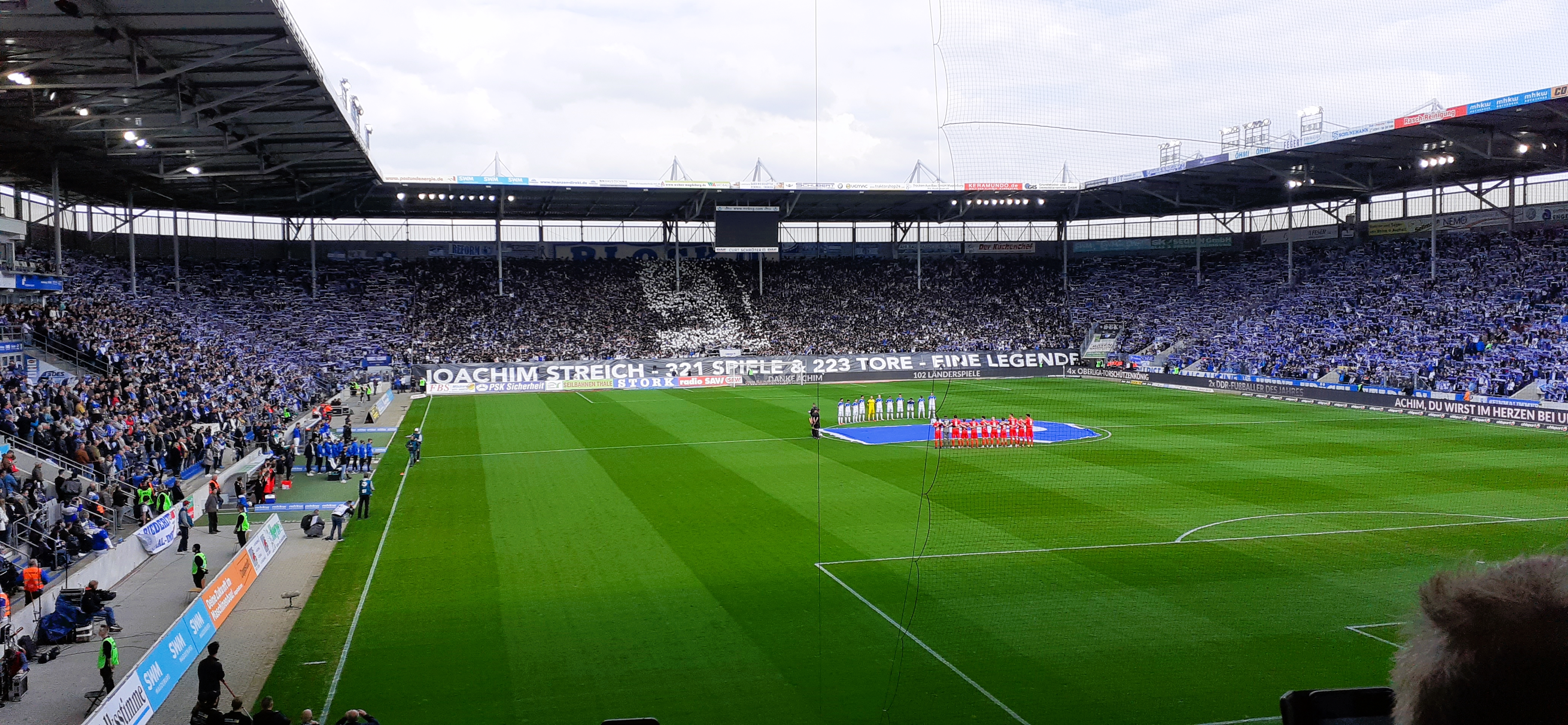
内観
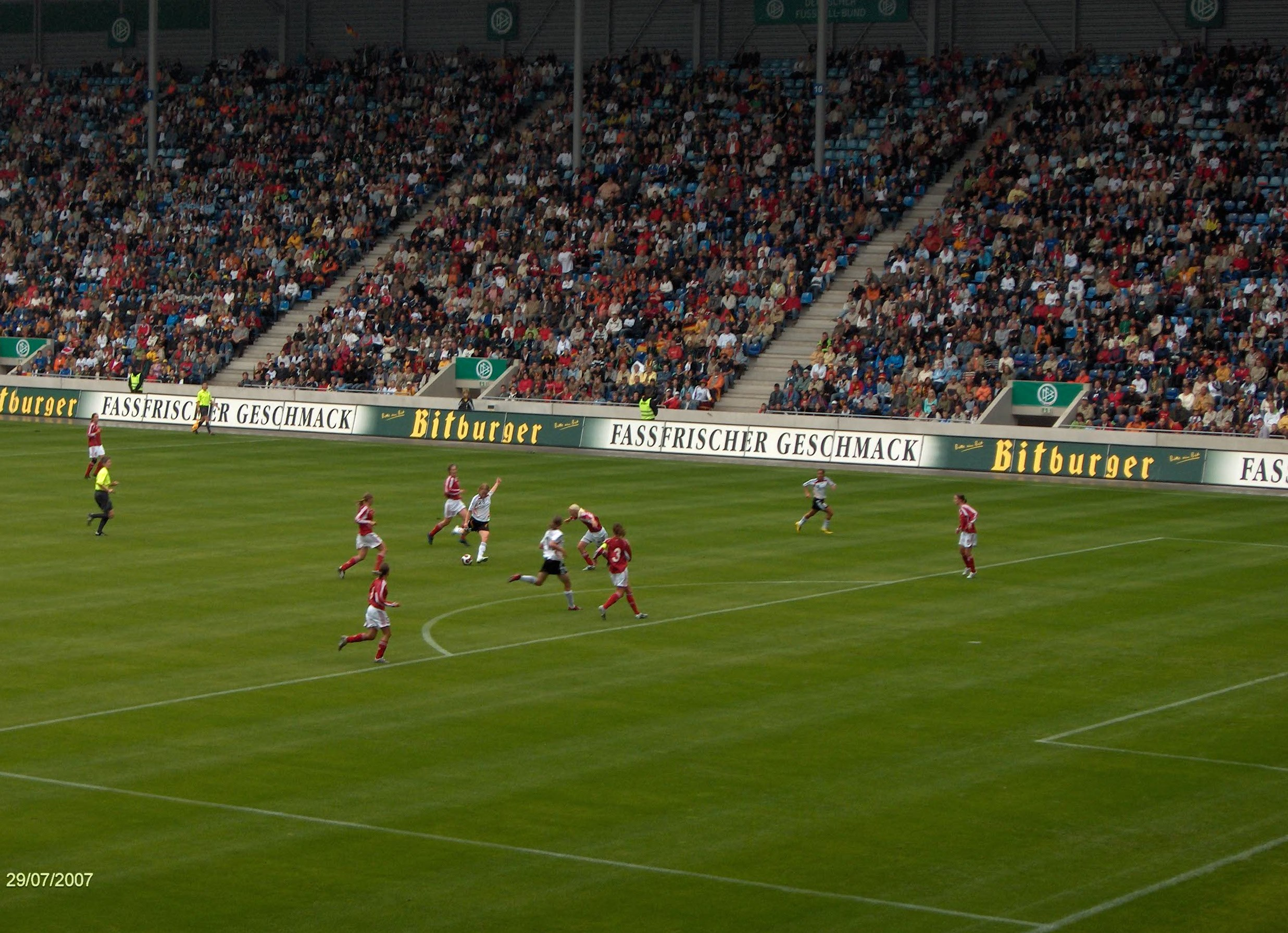
試合中のスタジアム
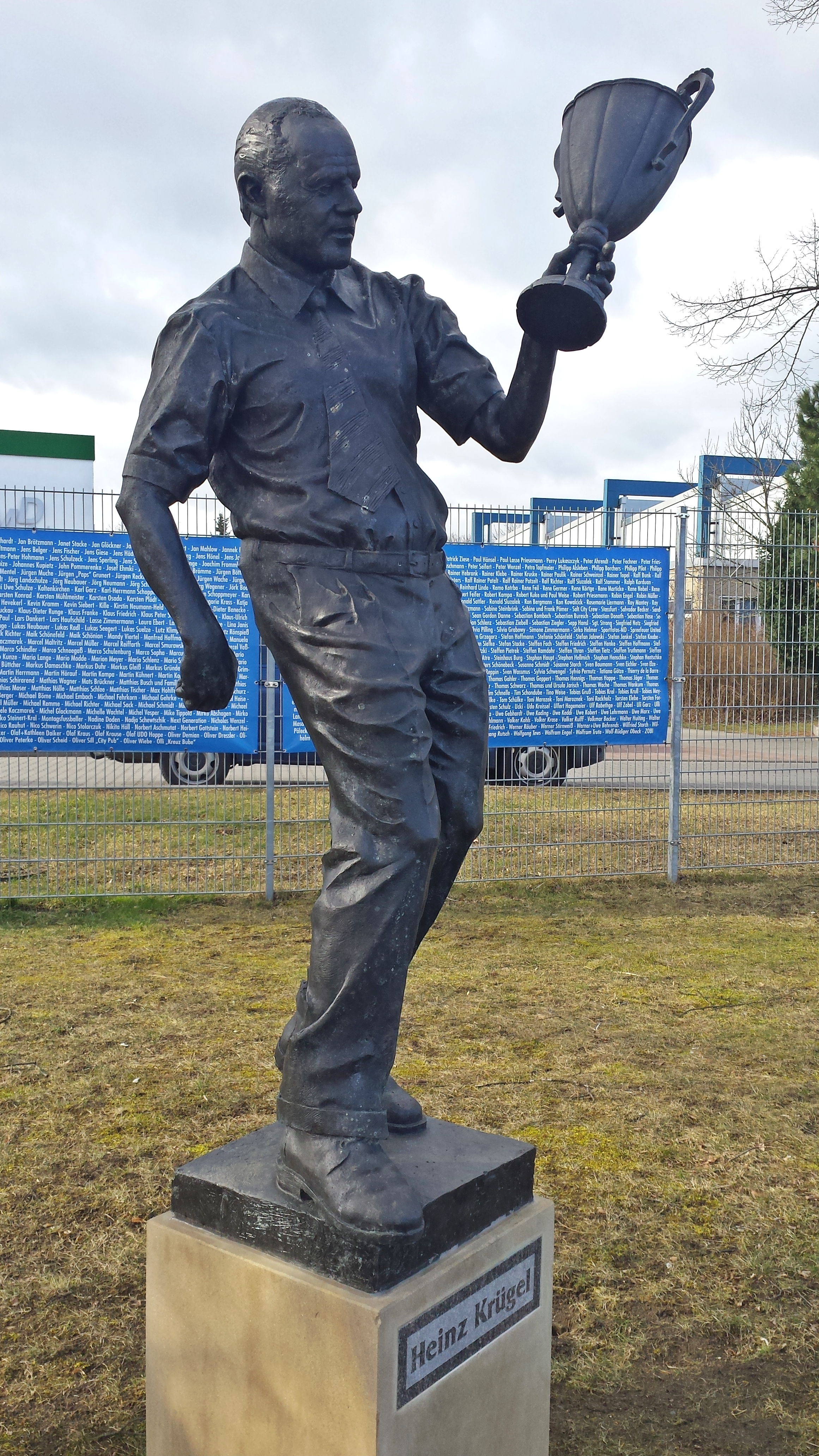
ハインツ・クリューゲル（英語版）像